# John Gerrard Keulemans

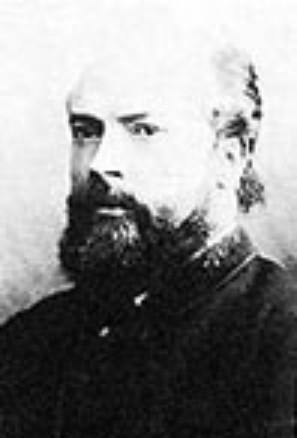
J.G. Keulemans.

John Gerrard Keulemans (Róterdam, 8 de junio de 1842-Ilford, Essex (ahora parte de Londres); 29 de marzo de 1912) fue un ilustrador de aves neerlandés. Fue uno de los ilustradores más conocidos de su tiempo.
Se inició en el mundo de la naturaleza recolectando ejemplares de animales para los museos. Hermann Schlegel, director del museo de historia natural de Leyden, le animó mucho, y en 1864 le mandó a África Oriental en misión científica. A su vuelta en 1866, Schlegel le recomendó para el Museo Británico, a donde llegó en 1869. Pasó en Inglaterra el resto de su vida, dedicándose a la ilustración de aves y otros animales, siendo su obra publicada en multitud de artículos y libros científicos.
Aprendió a pintar de manera autodidacta. Fue un ilustrador muy prolífico, más que cualquiera de sus contemporáneos. Buena parte de su obra resulta similar en su composición, esto es debido a las necesidades de sus patrones y a que por lo general trabajaba a partir de las pieles; pero algunas otras de sus obras demuestran que era capaz de un trabajo mucho más creativo que el que solía publicar.

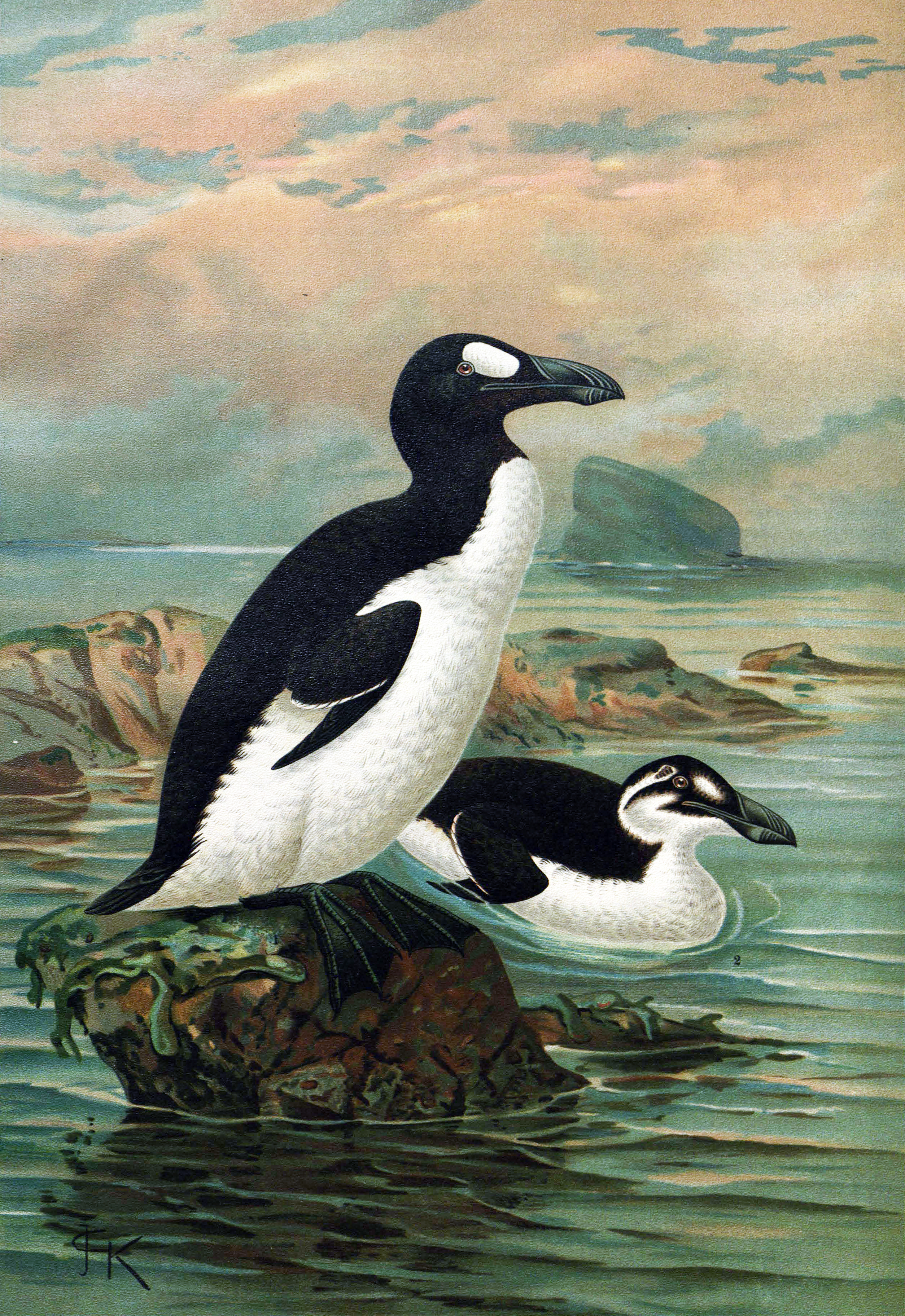
Ilustración de la extinta alca gigante (Pinguinus impennis) por J.G. Keulemans.